# Халир, Карл
Карл Халир (нем. Carl Halir, собственно Карел Галирж, чеш. Karel Halíř; 1 февраля 1859, Хоэнэльбе, ныне Чехия — 21 декабря 1909, Берлин) — чешско-немецкий скрипач и музыкальный педагог.

## Биография
Учился в Пражской консерватории у Антонина Бенневица, затем в Берлине у Йозефа Иоахима. В 1876—1879 гг. первая скрипка в оркестре Беньямина Бильзе, затем концертмейстер в Кёнигсберге, Мангейме и в 1884—1894 гг. в Веймаре.
Творческое содружество со своим учителем Иоахимом, начавшееся в 1884 г. триумфальным исполнением двойного концерта Иоганна Себастьяна Баха на Баховском фестивале в Эйзенахе, привело в 1894 г. к приглашению Халира первой скрипкой в оркестр Берлинской оперы и профессором в Берлинскую Высшую школу музыки. В 1888 году Карл Халир женился на оперной певице из Берлина, Терезе Цербст (1859—1910). В 1896 и 1897 гг. Халир с большим успехом гастролировал в США, исполняя, среди прочего, сочинения Людвига ван Бетховена, Луи Шпора, Петра Ильича Чайковского. В 1897 г. он сменил Генриха де Ану за пультом второй скрипки в знаменитом квартете Иоахима, одновременно начал работать как примариус собственного квартета (с Хуго Дехертом в партии виолончели). Выступал также в составе фортепианного трио с Дехертом и Георгом Шуманом. 19 октября 1905 г. в Берлине впервые исполнил окончательную редакцию Скрипичного концерта Сибелиуса и Дивертисмент Чарлза Мартина Лефлера, ранее отвергнутый Фрицем Крейслером и Эженом Изаи из-за технической сложности (дирижировал Рихард Штраус).
Написал учебное пособие «Новый курс скрипичных гамм» (нем. Neue Tonleiterstudien für Violine; 1896).

Среди его учеников был Дэвид Маннес.